# Части на изречението
Части на изречението е термин от граматиката на всеки език, разглеждащ елементите, съставящи изречението.
Във всяко изречение функцията, която изпълнява дадена дума или група от думи, определя към коя част на изречението принадлежи тази дума.

## В българския език
В българския език има 5 основни части на изречението, които са разделени на 2 групи:
- главни части:
  - подлог
  - сказуемо
- второстепенни части:
  - допълнение
  - обстоятелствено пояснение
  - определение

Към посочените по-горе основни части, като съществени се възприемат и вариативните форми на определение, които някои автори третират, като самостоятелни по тежест, но те не са такива, а си остават в йерархично подниво на:
- определение
  - приложение (наричано номинативно или номинационно определение)
  - сказуемно определение

## Определяне
За определянето на частите на изречението обикновено се използват въпроси:
- за подлог – кой?
- за сказуемо – какво прави/върши?
- за допълнение – какво/каква/какви?
- кого/на кого?
  - пряко – какво/кого + думата сказуемо + подлог?
  - непряко – предлог + какво/кого + думата сказуемо + подлог?
- за обстоятелствено пояснение:
  - за начин – как?
  - за място – къде?
  - за време – кога?
  - за количество – колко?
- за определение – какъв/каква/какво/какви/чий/чия/чие/чии?
- за сказуемно определение – какъв/каква/какво + е + подлог, какви + са + подлог?

## Еднородни части на изречението
Еднородните части са части на простото изречение, които изпълняват еднаква синтактична служба, отговарят на един и същи въпрос и се свързват помежду си съчинително (безсъюзно или със съчинителен съюз).